# François Le Felle de Guébriant
Pour les articles homonymes, voir Famille Budes de Guébriant.
François Le Felle ou Les Felles, seigneur de Guébriant, né vers 1540, fils de François Le Felle, seigneur de Guébriant et de la Cornillère, et de Claude Gié dame de Saint Thomas, descendant de Guillaume, puis d'Olivier Le Felle, est le dernier seigneur de Guébriant de Pluduno de cette dynastie.

## Trois déconvenues
Catholique convaincu, le seigneur de Guébriant connut dans sa vie plus d'une mésaventure :

### Faux mariage
En 1586, à la mort du duc de Nevers, Françoise de Rohan, dont le château de Beauvoir-sur-Mer était assiégé par les troupes de la ligue dirigées par le duc de Mercœur, accepte de se lier par promesse de mariage à François Le Felle. Ce contrat, signé le 9 mars selon les actes, le 9 août selon la mémoire du duc de Saint Simon, fut cassé par Henri III à cause de l'énorme différence de conditions entre la duchesse du Loudunois, tante du futur Henri IV et le simple chevalier de Le Felle, récent chevalier de l'ordre du Saint Esprit.

### Échec devant Blain

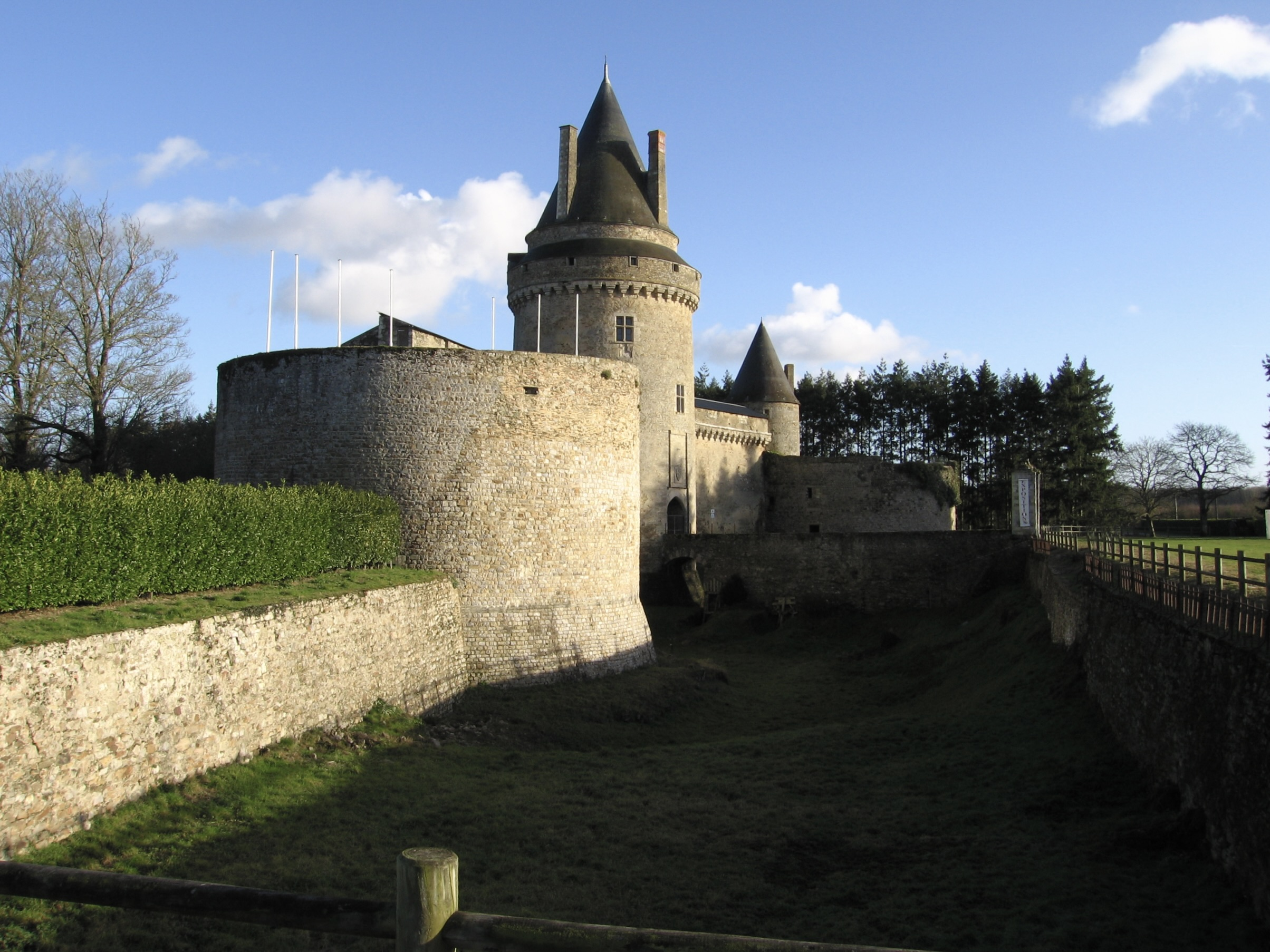
Château de la Groulais à Blain

Trois ans après, le 27 mai 1589, alors que la dame de la Garnache avait fui la Vendée pour Nantes, et que le château de Blain était abandonné par René II de Rohan et son épouse Catherine de Parthenay, le chevalier de Guébriant avait rejoint les troupes de Mercœur en Bretagne. Sur ordres de ce duc, il avait mis le siège devant le château de Blain, propriété des Rohan, tenu pour l'heure par le chevalier Le Goust leur voisin. Le Goust n'avait avec lui que quarante-cinq hommes, mais Guébriant ne parvenait à rien. La duchesse de Mercœur lui envoya une parente du Goust, nommé Salmonaye, censée entrer dans le château et y faire par la suite pénétrer les assiégeants.
Aux dires d'Agrippa d'Aubigné, la demoiselle avait été circonvenue sous promesse d'une forte dot, et d'un titre pour son frère, alors assiégé dans le château de Blain et lieutenant de Le Goust.
La jeune fille arriva sous les remparts, s'entretint avec Guébriant, puis parvint à convaincre les assiégés qu'elle était de leur côté, se fit hisser par une corde et arriva à l'intérieur du château.
Elle devait convaincre son frère d'en ouvrir au plus tôt les portes pour permettre aux troupes de Mercœur et de Guébriant de prendre d'assaut la citadelle. Mais la ruse se retourna bientôt contre Guébraint, la demoiselle étant soupçonnée, rapidement reconnue pour espionne, et retournée.
Lorsque, quelques jours plus tard, les soldats de Guébriant pénétrèrent dans le château ils furent pris en otage par Le Goust. Guébriant y perdit 67 de ses hommes et eut encore quelque temps obligation de nourrir ses adversaires pour sauver ses propres soldats prisonniers.
un échec devant Dombes.

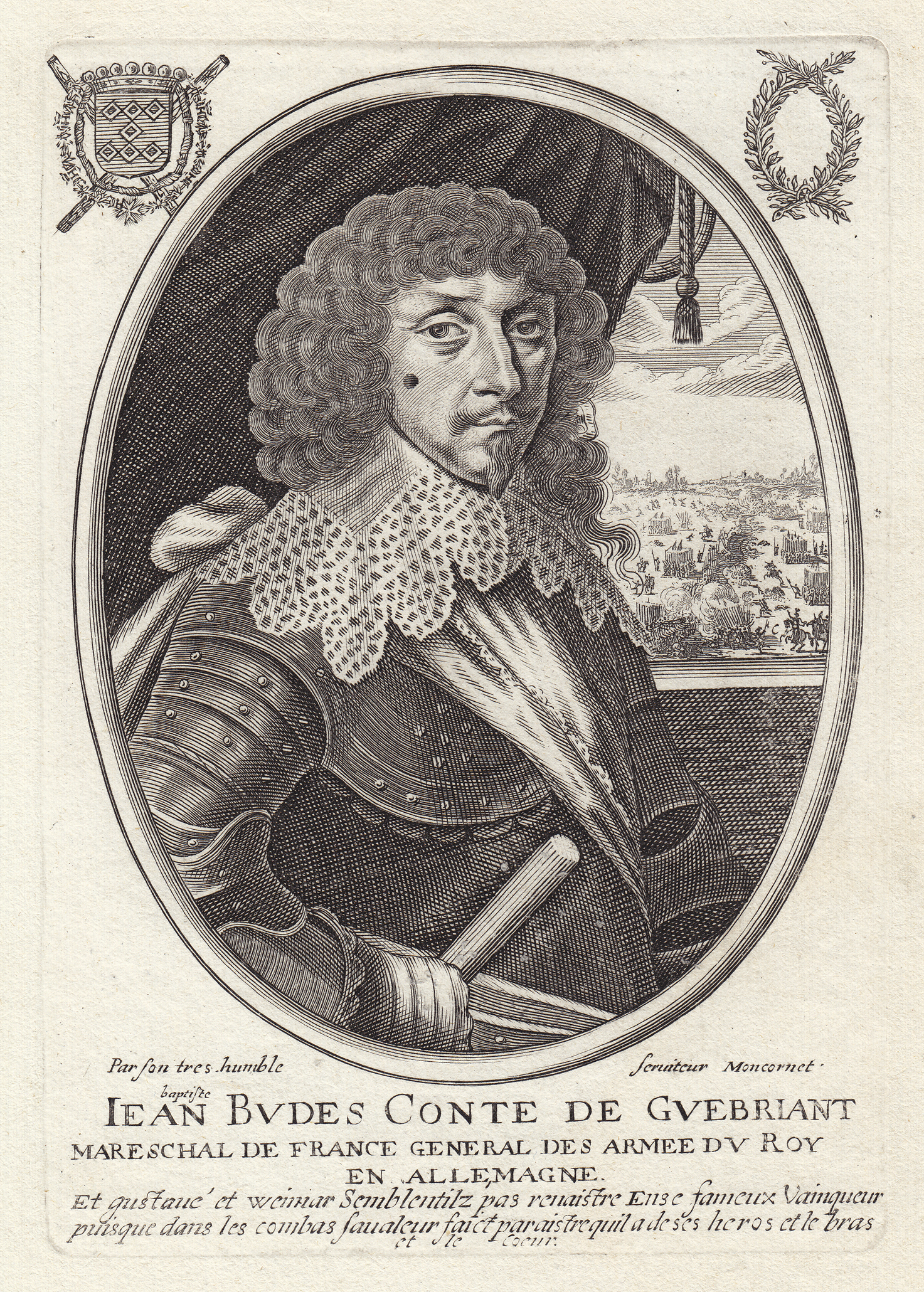
Gravure de Jean-Baptiste Budes de Guébriant par Balthasar Moncornet, ca. 1642

En 1591, le prince de Dhombes étant accouru contre Mercœur, l'armée de Guébriand fut enfin entièrement défaite dans un affrontement avec Montpensier. Cette déroute lui coûta 600 hommes.

### Fin d'un monde
Couvert de dettes après les guerres de religion, François Le Felle ayant emprunté à Jacques Budes, seigneur du Hirel, une somme qu'il ne put lui rembourser, ses terres, titres et seigneuries passèrent à ce seigneur. Jacques Budes fit évincer de ce domaine Louis de Guébriant, fils de François et y installa son fils, Charles,  baron de Sacé, mort le 26/01/1619. Son petit-fils, le maréchal Jean-Baptiste Budes en recueillit le titre et le fit briller sous Louis XIV d'un titre de comte. Depuis ce temps, les seigneurs de Guébriant appartiennent à la Famille Budes de Guébriant

## Sources
1. ↑  Henri IV : Lettres missives
2. ↑  Tuchendil : Lettres de Henri III et pièces diverses concernant l’histoire de la bretagne, année 1580-1599. (cote BnF : 22312, cote BM : IV)
3. ↑  Revue des deux mondes 1873

Bibliographie
- RUBLE, Baron Alphonse de : Le Duc de Nemours et Mademoiselle de Rohan (1531-1592) par le Baron Alphonse de Ruble.
- Revue des deux mondes 1873
- La France protestante
- Agrippa d'Aubigné, André Thierry :Histoire universelle, Livre 6
- Manuscrits du fonds français no 3169 du fonds Béthune, 8680.
- Images : manoir de Guébriant à Pluduno.